# Спрингс (ЮАР)
Спри́нгс (англ. Springs) — город на востоке Южно-Африканской Республики, на территории провинции Гаутенг. Входит в состав городского округа Экурхулени.

## История
Спрингс был основан в 1904 году работниками близлежащих угольных шахт и золотых рудников.

## Географическое положение
Город расположен в юго-восточной части провинции, на плато Высокий Велд, на расстоянии приблизительно 28 километров (по прямой) к востоку от Йоханнесбурга, административного центра провинции. Абсолютная высота — 1544 метра над уровнем моря.

## Климат
Среднегодовое количество осадков — 586 мм. Наибольшее количество осадков выпадает в период с октября по март. Средний максимум температуры воздуха варьируется от 16,7 °C (в июне), до 26 °C (в январе). Самым холодным месяцем в году является июль. Средняя минимальная ночная температура для этого месяца составляет 0 °C.

## Население
По данным официальной переписи 2001 года, население составляло 80 776 человек, из которых мужчины составляли 50,26 %, женщины — соответственно 49,74 %. В расовом отношении белые составляли 53,76 % от населения города, негры — 39,39 %; азиаты (в том числе индийцы) — 5,63 %; цветные — 1,22 %. Наиболее распространёнными среди горожан языками были: африкаанс (39,15 %), английский (21,2 %) и зулу (13,51 %).

Согласно данным, полученным в ходе проведения официальной переписи 2011 года, в Спрингсе проживало 121 610 человек, из которых мужчины составляли 51, 35 %, женщины — соответственно 48,65 %. В расовом отношении негры составляли 57,45 % от населения города, белые — 36,24 %; азиаты (в том числе индийцы) — 4,39 %; цветные — 1,37 %, представители других рас — 0,55 %. Наиболее распространёнными среди жителей города языками являлись: африкаанс (30,23 %), зулу (20,62 %) и английский (15,71 %).

## Известные уроженцы
- Надин Гордимер (1923—2014) — писательница, лауреат Нобелевская премия по литературе,
- Фрю Макмиллан (р. 1942) — теннисист и спортивный комментатор,
- Роуэн Фернандес (р. 1978) — футболист, бывший игрок сборной ЮАР,
- Пенни Хейнс (р. 1974) — пловчиха, олимпийская чемпионка.